# Corydoras araguaiaensis
Corydoras araguaiaensis is een straalvinnige vissensoort uit de familie van de pantsermeervallen (Callichthyidae). De wetenschappelijke naam van de soort is voor het eerst geldig gepubliceerd in 1990 door Sands.